# Площад „Синева“
„Площад „Синева“ е музикален албум, издаден през 2011 година в два компакт диска с новата  „Диана експрес“, като по стечение на обстоятелствата фигурира само в нейната дискография с модифцирано име „Dиана Експрес“.

## Площад „Синева“ – 2011
През 2010 г. „Диана Експрес“ временно се завръща обратно на сцената като към Максим Горанов – китара и Цветан Банов – барабани се присъединяват Валери Конов – клавир, Николай „Коко“ Кърджилов – бас китара и Младен Меченски – вокал.През 2011 година е използвано името „Диана Експрес“ и се записва нов албум – „Площад „Синева“ в град Плевен. Продуцент Милен Врабевски, Intelligent Music Ltd.
- CD 1 – „Завръщане“, музика и аранжимент „Диана Експрес“, текст Гергана Добрева, Даниела Кузманова, Иля Велчев, Волен Николаев, и Павел Матев

1. Синева
2. Бири non-stop
3. Блус за дявол и за ангел
4. Вътрешен глас
5. Вятър
6. Площад Синева
7. Настроение (инструментал)
8. Лошо момче
9. Неизбежна нежност
10. От другата страна
11. Волни колела
12. Синьо лале
13. Синева (& Люси Дяковска) (бонус трек)

- CD 2 – „Силата мисълта (българоезична версия с Младен Меченски)“, музика и текст Милен Врабевски, аранжимент Милен Врабевски и „Диана Експрес“

1. Въведение
2. Силата на мисълта
3. Две сърца
4. Грейнала любов
5. Макси рок
6. Приказка
7. Рок избирам
8. Търсене на мисълта (& Каролина Гочева)
9. Пролет
10. В ритъм с теб
11. Убеден
12. Нов ритъм
13. Любовта в света (& Люси Дяковска)
14. Заключение

- Двата диска на албума са издадени от името на „Диана експрес“[4][5]

Музиката е представяна и на турне в САЩ и Канада.

## The Power Of Mind(англоезична версия сДжон Лоутън) – 2012
Албумът е издаден от името на „Диана експрес“, но поради липса на авторски права за разпространение на музика с това име
е преиздаден от името на „Intelligent Music Project“
Милен Врабевски в записите участва като автор, продуцент, и изпълнява партии на пиано и китара. Оркестрациите са направени и записани с помощта на Плевенската филхармония, дирижирана от Георги Красимиров – Герасим.
Изданието е направено в Max Sound Studios в град Плевен в периода от март 2010 до февруари 2012 година. В записите е използван минимално компютърен софтуер. Миксирането е на Максим Горанов (бивш Диана експрес) и Иво Стефанов с помощта на Милен Врабевски, Николай Кърджилов, Георги Красимиров и Николо Коцев.
За английската версия на текстовете работят Милен Врабевски, Джон Лоутън и Анджела Родел.
1. Intro
2. Mind Power
3. Two Hearts
4. Love's Light Shining
5. Max Rock
6. Fairytale
7. Rock n' Roll Is My Thing
8. The Search (& Каролина Гочева)
9. Springtime
10. In Rhythm With You
11. Now I Know
12. New Rhythm
13. Love In The World
14. Finale

## Фентъзи рок мюзикъл „Площад „Синева“
През 2011 година на сцената на	ДТ „Н.О. Масалитинов“ – Пловдив е реализиран мюзикъла на Милен Врабевски и Тома Марков. Постановка Борис Панкин.
- Музика и текст Милен Врабевски.
- Режисьор: Борис Панкин
- Музикален режисьор – Евгени Господинов
- Хореография – Мила Искренова
- Сценография и мултимедия – Екатерина Христова
- Костюми – Петър Митев
- Участват – Мариан Бачев, Жени Александрова, Жанет Иванова и Николай Дограмаджиев[10]

Освен споменатите звезди, участват и пловдивски артисти – Петър Тосков, Ивайло Христов, Троян Гогов, Мария Станчева, Ивана Папазова, Тодор Генов със специално написана за него роля и други.
„Площад „Синева“ е представен и във Варна от ДТ „Пловдив“ и театър „Българан“ в зала „Конгресна“ на Двореца на културата и спорта.